# Marco Contarini
Marco Contarini (* 20. Februar 1631 vermutlich in Piazzola sul Brenta, bei Padua; † vermutlich 20. Mai 1689 in Padua) war ein italienischer Prokurator in Venedig. Er stammte aus der bedeutenden venezianischen Patrizierfamilie der Contarini und war Prokurator von San Marco, dem Markusdom.

## Leben
Als Prokurator war er u. a. für Bautätigkeiten der Republik und die Vermögensverwaltung von San Marco verantwortlich. Er war ein bekannter Patron der Musik und trug in seiner Villa in Piazzola eine große Sammlung von Musik-Manuskripten zusammen, die 1843 als Schenkung von Girolamo Contarini (906 Manuskripte und 4000 Bücher) an die Biblioteca Marciana in Venedig ging. Sie ist eine wichtige Quelle zur Musik des 17. Jahrhunderts, insbesondere Opernpartituren wie von Claudio Monteverdi (z. B. Krönung der Poppea) und Francesco Cavalli. Von Contarini stammen auch Musikinstrumente in der Sammlung Contarini-Correr im Museo Correr in Venedig (von Pietro Correr 1872 angekauft). Weitere Teile der Musikinstrumente-Sammlung sind heute in den Museen der Konservatorien von Paris und Brüssel und im Museo Civico in Venedig.